# Canoë-kayak aux Jeux européens de 2023
Navigation
Édition précédente
Les épreuves de canoë-kayak aux Jeux européens de 2023 se déroulent à Cracovie, en Pologne. On retrouve deux disciplines :
- la course en ligne du 21 au 24 juin sur le lac de Kryspinow. La compétition fait aussi office de Championnats d'Europe de course en ligne de canoë-kayak 2023[1].
- le slalom du 29 juin au 2 juillet au stade d'eaux vives de Cracovie-Kolna ; c'est la première apparition de la discipline aux jeux. La compétition de slalom fait aussi office de Championnats d'Europe de slalom de canoë-kayak 2023[2].

## Course en ligne

### Qualifications
Il y a un nombre maximum d'embarcation pour chaque course : 18 en K-1, 17 en K2, 10 en K-4 / 18 ou 17 en C1, 15 en C-2.
Le pays hôte dispose d'un quota pour le K1 500m, C1-200m ; des invitations sont possibles en C1 200m et C2 500m.
Pour les autres places, les quotas ont été définis à partir des résultats aux derniers championnats d'Europe de 2022 avec une limitation d'une embarcation par pays.

### Liste des médaillés
| Épreuve  | Or                                                                       | Argent                                                                  | Bronze                                                                                    |
| -------- | ------------------------------------------------------------------------ | ----------------------------------------------------------------------- | ----------------------------------------------------------------------------------------- |
| Hommes   |                                                                          |                                                                         |                                                                                           |
| C-1 200m | Henrikas Žustautas                                                       | Zaza Nadiradze                                                          | Pablo Graña                                                                               |
| C-1 500m | Martin Fuksa                                                             | Cătălin Chirilă                                                         | Serghei Tarnovschi                                                                        |
| C-2 500m | Italie- Carlo Tacchini - Gabriele Casadei                                | Espagne- Cayetano García - Pablo Martínez Estévez                       | Pologne- Aleksander Kitewski - Norman Zezula                                              |
| K-1 200m | Messias Baptista                                                         | Petter Menning                                                          | Roberts Akmens                                                                            |
| K-1 500m | Ádám Varga                                                               | Fernando Pimenta                                                        | Marko Dragosavljević                                                                      |
| K-2 500m | Ukraine- Oleh Kukharyk - Ihor Trunov                                     | Allemagne- Felix Frank - Martin Hiller                                  | Serbie- Marko Dragosavljević - Ervin Holpert                                              |
| K-4 500m | Espagne- Carlos Arévalo - Rodrigo Germade - Saúl Craviotto - Marcus Walz | Ukraine- Dmytro Danylenko - Oleh Kukharyk - Ivan Semykin - Ihor Trunov  | Serbie- Anđelo Džombeta - Marko Novaković - Vladimir Torubarov - Stefan Vrdoljak          |
| Femmes   |                                                                          |                                                                         |                                                                                           |
| C-1 200m | Dorota Borowska                                                          | Liudmyla Luzan                                                          | María Corbera                                                                             |
| C-1 500m | Liudmyla Luzan                                                           | María Corbera                                                           | Agnes Kiss                                                                                |
| C-2 500m | Ukraine- Liudmyla Luzan - Valeriia Tereta                                | Espagne- María Corbera - Antía Jácome                                   | Hongrie- Giada Bragato - Bianka Nagy                                                      |
| K-1 200m | Emma Jørgensen                                                           | Milica Novaković                                                        | Francisca Laia                                                                            |
| K-1 500m | Emma Jørgensen                                                           | Alida Dóra Gazsó                                                        | Milica Novaković                                                                          |
| K-2 500m | Pologne- Karolina Naja - Anna Puławska                                   | Danemark- Emma Jørgensen - Frederikke Matthiesen                        | Hongrie- Tamara Csipes - Alida Dóra Gazsó                                                 |
| K-4 500m | Pologne- Adrianna Kąkol - Karolina Naja - Anna Puławska - Dominika Putto | Allemagne- Jule Hake - Katinka Hofmann - Paulina Paszek - Lena Röhlings | Danemark- Bolette Nyvang Iversen - Katrine Jensen - Frederikke Matthiesen - Sara Milthers |
| Mixte    |                                                                          |                                                                         |                                                                                           |
| C-2 200m | Espagne- Antía Jácome - Pablo Graña                                      | Pologne- Aleksander Kitewski - Sylwia Szczerbińska                      | Allemagne- Nico Pickert - Annika Loske                                                    |
| K-2 200m | Portugal- Teresa Portela - Kevin Santos                                  | Danemark- Emma Jørgensen - Magnus Sibbersen                             | Allemagne- Lena Röhlings - Jacob Schopf                                                   |

### Tableau des médailles
- Pays organisateur (Pologne)

| Rang  | Nation    | Or | Argent | Bronze | Total |
| ----- | --------- | -- | ------ | ------ | ----- |
| 1     | Ukraine   | 3  | 2      | 0      | 5     |
| 2     | Pologne   | 3  | 1      | 1      | 5     |
| 3     | Espagne   | 2  | 3      | 2      | 7     |
| 4     | Danemark  | 2  | 2      | 1      | 5     |
| 5     | Portugal  | 2  | 1      | 1      | 4     |
| 6     | Hongrie   | 1  | 1      | 3      | 5     |
| 7     | Italie    | 1  | 0      | 0      | 1     |
| 7     | Lituanie  | 1  | 0      | 0      | 1     |
| 7     | Tchéquie  | 1  | 0      | 0      | 1     |
| 10    | Allemagne | 0  | 2      | 2      | 4     |
| 11    | Serbie    | 0  | 1      | 4      | 5     |
| 12    | Géorgie   | 0  | 1      | 0      | 1     |
| 12    | Roumanie  | 0  | 1      | 0      | 1     |
| 12    | Suède     | 0  | 1      | 0      | 1     |
| 15    | Lettonie  | 0  | 0      | 1      | 1     |
| 15    | Moldavie  | 0  | 0      | 1      | 1     |
| Total | Total     | 16 | 16     | 16     | 48    |

## Slalom
L'athlète éligible le mieux classé dans chaque épreuve de canoë simple et de kayak simple après l'attribution du quota de qualification globale se verra attribuer une place de quota pour son CNO pour les Jeux Olympiques de Paris 2024.

### Qualifications
Il n'y a pas de critère de qualifications ; seule une restriction sur le nombre de participants par comité national est introduit : pas plus de trois représentants nationaux par discipline individuel (C1, K1, X1) et une équipe par pays si elle est complète.

### Liste des médaillés
| Épreuve        | Or                                                             | Argent                                                               | Bronze                                                      |
| -------------- | -------------------------------------------------------------- | -------------------------------------------------------------------- | ----------------------------------------------------------- |
| Hommes         |                                                                |                                                                      |                                                             |
| C1             | Ryan Westley                                                   | Miquel Travé                                                         | Václav Chaloupka                                            |
| C1 par équipe  | Allemagne- Sideris Tasiadis - Franz Anton - Timo Trummer       | Slovaquie- Matej Beňuš - Marko Mirgorodský - Alexander Slafkovský    | Grande-Bretagne- Ryan Westley - Adam Burgess - James Kettle |
| K1             | Jiří Prskavec                                                  | Martin Dougoud                                                       | Joseph Clarke                                               |
| K1 par équipe  | Espagne - Pau Echaniz - David Llorente - Miquel Trave          | Pologne - Dariusz Popiela - Michał Pasiut - Mateusz Polaczyk         | France - Titouan Castryck - Boris Neveu - Benjamin Renia    |
| Slalom extrême | Ondřej Tunka                                                   | Felix Oschmautz                                                      | Vít Přindiš                                                 |
| Femmes         |                                                                |                                                                      |                                                             |
| C1             | Elena Lilik                                                    | Klaudia Zwolińska                                                    | Mallory Franklin                                            |
| C1 par équipe  | Tchéquie- Gabriela Satková - Tereza Fišerová - Tereza Kneblová | Grande-Bretagne- Mallory Franklin - Kimberley Woods - Sophie Ogilvie | Allemagne- Andrea Herzog - Nele Bayn - Elena Lilik          |
| K1             | Ricarda Funk                                                   | Klaudia Zwolińska                                                    | Tereza Fišerová                                             |
| K1 par équipe  | France - Marjorie Delassus - Camille Prigent - Emma Vuitton    | Tchéquie - Tereza Fišerová - Amálie Hilgertová - Antonie Galušková   | Allemagne - Ricarda Funk - Elena Lilik - Emily Apel         |
| Slalom extrême | Viktoriia Us                                                   | Ricarda Funk                                                         | Stefanie Horn                                               |

### Tableau des médailles
- Pays organisateur (Pologne)

| Rang  | Nation          | Or | Argent | Bronze | Total |
| ----- | --------------- | -- | ------ | ------ | ----- |
| 1     | Tchéquie        | 3  | 1      | 3      | 7     |
| 2     | Allemagne       | 3  | 1      | 2      | 6     |
| 3     | Grande-Bretagne | 1  | 1      | 3      | 5     |
| 4     | Espagne         | 1  | 1      | 0      | 2     |
| 5     | France          | 1  | 0      | 1      | 2     |
| 6     | Ukraine         | 1  | 0      | 0      | 1     |
| 7     | Pologne         | 0  | 3      | 0      | 3     |
| 8     | Autriche        | 0  | 1      | 0      | 1     |
| 8     | Slovaquie       | 0  | 1      | 0      | 1     |
| 8     | Suisse          | 0  | 1      | 0      | 1     |
| 11    | Italie          | 0  | 0      | 1      | 1     |
| Total | Total           | 10 | 10     | 10     | 30    |